# Jerome Frank

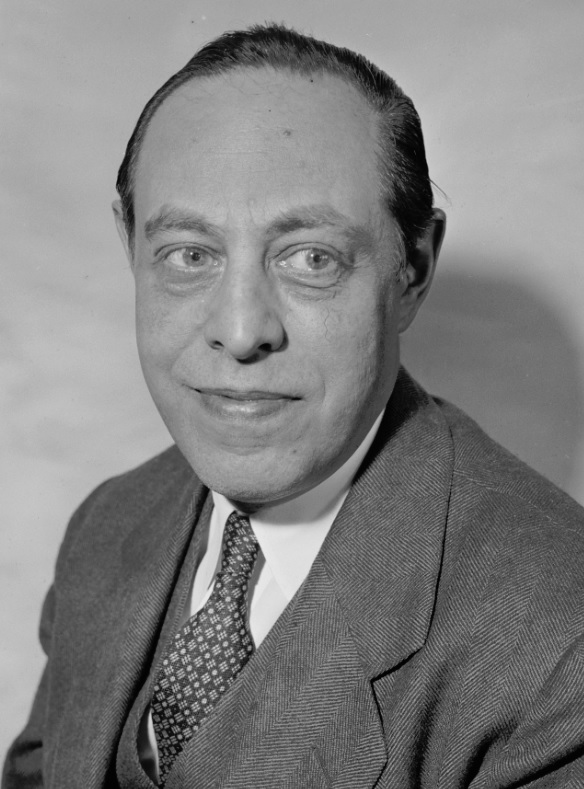
Jerome Frank (1939)

Jerome New Frank (* 10. September 1889 in New York City; † 13. Januar 1957 in New Haven, Connecticut) war ein US-amerikanischer Rechtsphilosoph und Richter des United States Court of Appeals for the Second Circuit unter Präsident Franklin D. Roosevelt.

## Leben
Frank erwarb seinen Bachelor-Titel an der University of Chicago im Jahr 1909 und erhielt seinen Juraabschluss an der University of Chicago Law School im Jahr 1912. Er arbeitete dann  als Anwalt in seiner eigenen Kanzlei, von 1912 bis 1930 in Chicago und von 1930 bis 1933 in New York City.
Während der New-Deal-Politik des Präsidenten Franklin D. Roosevelt arbeitete Frank von 1933 bis 1935 als Generalberater der Agricultural Adjustment Administration, bis er zusammen mit jungen linksstehenden Anwälten in seinem Büro einer politischen Säuberungsaktion weichen musste, die Roosevelt guthieß,  jedoch Frank bis 1935 als Sonderberater zur Reconstruction Finance Association versetzte.  1937 ernannte Präsident Roosevelt Frank zum Vorsitzenden der United States Securities and Exchange Commission. Frank war als Chairman der SEC von 1937 bis 1941 tätig, davon von 1939 bis 1941 als Vorsitzender.
Im Februar 1941 ernannte Präsident Franklin D. Roosevelt Frank zum Richter am United States Court of Appeals for the Second Circuit. Die Ernennung wurde vom Senat im März 1941 bestätigt. Frank wurde als höchst kompetenter Richter betrachtet, dem oftmals nachgesagt wurde, liberale Positionen in Bürgerrechtsangelegenheiten zu vertreten. Er war in dieser Position bis zu seinem Tod im Jahr 1957 aktiv.
Franks persönliche und juristische Unterlagen sind bei der Yale University archiviert und großteils für Forscher zugänglich.
Frank starb im Jahr 1957 in New Haven an einem Herzinfarkt.

## Werk
Frank veröffentlichte viele einflussreiche Bücher, unter anderem Law and the Modern Mind (1930), das für Rechtsrealismus (‘legal realism’) kämpft und die psychologischen Kräfte in rechtlichen Angelegenheiten betont. Sein anderes Hauptwerk Courts on Trial (1949) betonte die Ungewissheiten und die Fehlbarkeit des juristischen Prozesses.

### Schriften
- Law and the modern mind. Brentano’s, New York 1930.
- Fate and freedom. A philosophy for free Americans. Simon and Schuster, New York 1945.
- Courts on trial; myth and reality in American justice. Princeton University Press, Princeton 1949.
- Not guilty. Doubleday, Garden City, New York 1957.